# Wielichowo
Wielichowoⓘ (pol. hist. także Ciołkowo, 1943-1945 niem. Wiesenstadt) – miasto w woj. wielkopolskim, w powiecie grodziskim, siedziba gminy miejsko-wiejskiej Wielichowo.
Według danych GUS z 30 czerwca 2021, miasto liczyło 1753 mieszkańców.

## Położenie
Miasto biskupstwa poznańskiego Wielichowo, pod koniec XVI wieku leżało w powiecie kościańskim województwa poznańskiego.
W latach 1975–1998 miasto administracyjnie należało do woj. poznańskiego.
Według regionalizacji fizycznogeograficznej Polski Wielichowo leży na pograniczu dwóch mezoregionów: Wysoczyzny Grodziskiej i Doliny Środkowej Obry, w pobliżu nadrzecznych bagien.

## Historia

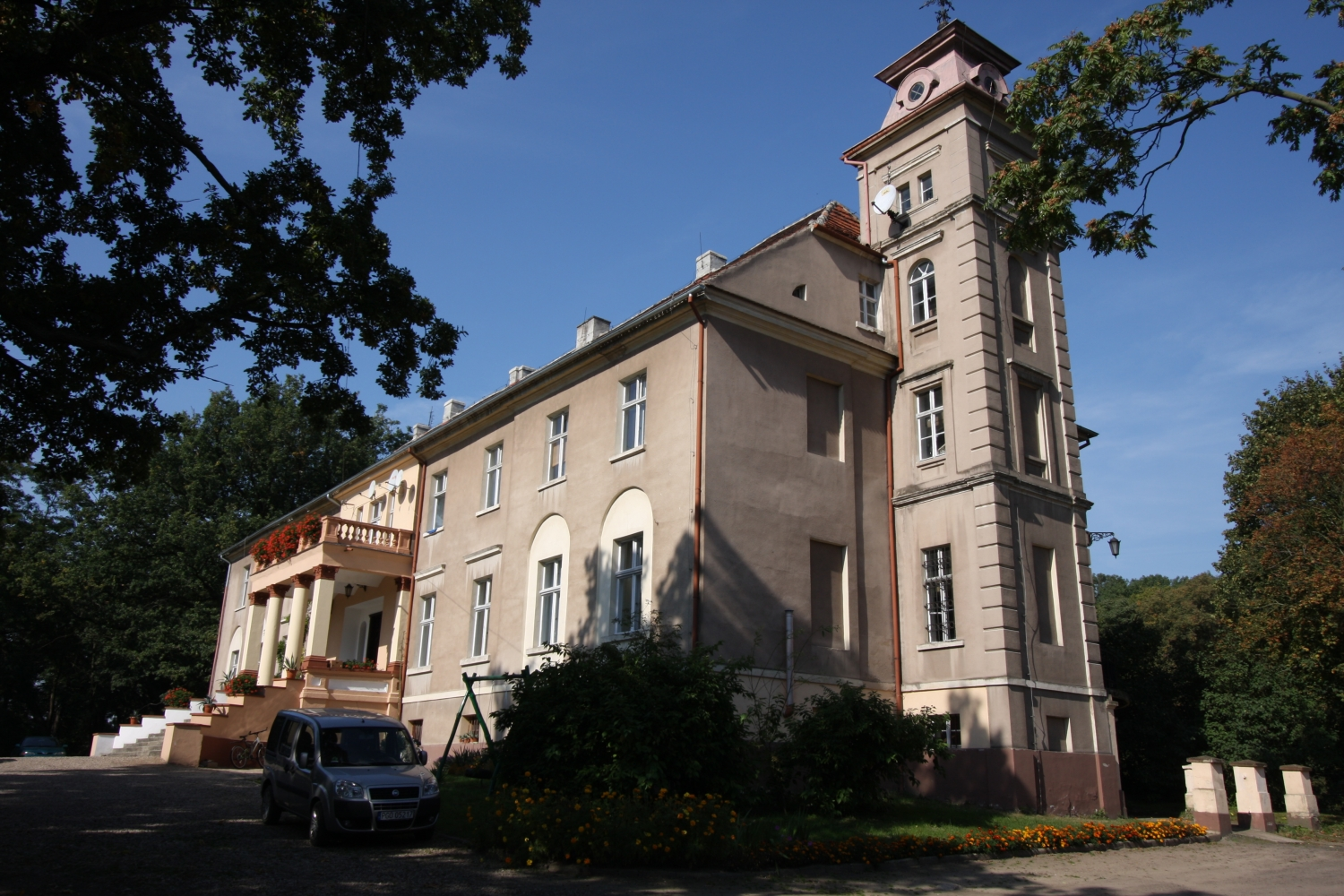
Pałac w Wielichowie z pocz. XIX w.

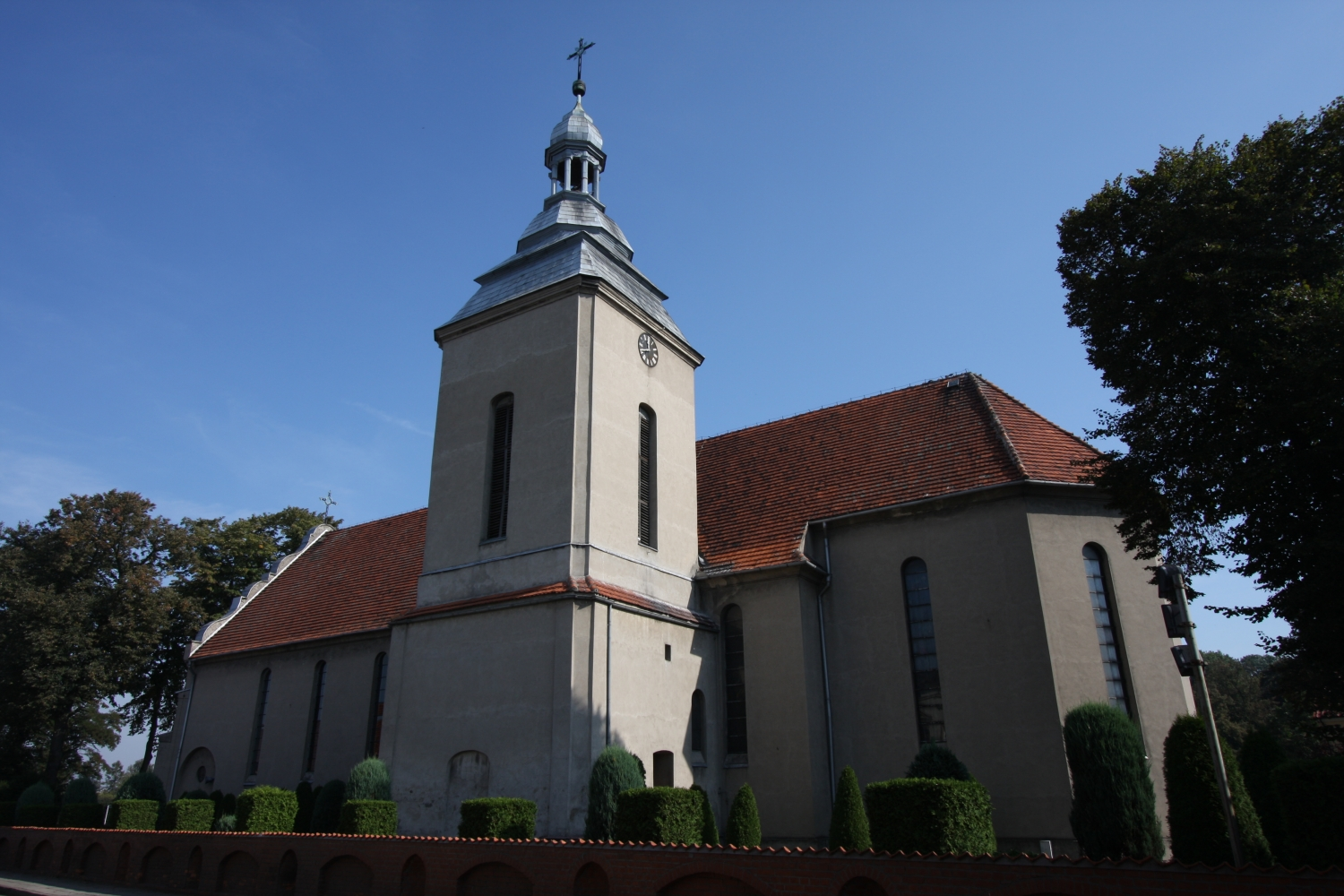
Kościół parafialny pw. św. Marii Magdaleny z lat 1762-79

Miasto pierwotnie było wsią związaną z Wielkopolską i jest notowane od średniowiecza – co najmniej od końca XIII wieku. Wymienione po raz pierwszy w dokumencie zapisanym po łacinie w 1297 pod nazwą Vielychowo, 1304 Welichow, 1308 Weligowo, 1350 Welychova, 1395 Welichowo, 1404 Welychowo, 1409 Wyelichowo, 1420 Welyechowo, 1420 Velichowo, 1422 Wiielichowo, 1428 Welicowo, 1430 Wielichowo, Cziolcowice, 1433 Muelichowo, 1434 Velychowo, 1443 Czolcowo, 1443 Czołkowo, 1444 Cziolkowo, 1453 Vyelichowo, 1458 Wyeluchow, 1467 Wyelychowo, 1494 Vyelichow, 1495 Welykowa, 1507 Wyelichoff, 1511 Vyelichovo, 1525 Wyelischow, 1564 Vielichow.
Według historyków wieś Wielichowo powstała stosunkowo późno względem notowania nazwy. W dokumencie z 1297 mowa jest jeszcze tylko o lesie biskupim o nazwie Vielichowo, leżącym na południe od Łubnicy, od którego wywodzi się nazwa powstałej w tym miejscu wsi. Przy dworku, prawdopodobnie myśliwskim, rozwinęła się później wieś pod nazwą Welichow, a później także miasto o nazwie Ciołkowo, która się nie przyjęła i z czasem zanikła.
Historycy podejrzewali także, że w okolicach miejscowości 200 metrów na południe od rynku  stało wcześniej domniemane grodzisko, które jednak okazało się być naturalną formą terenową. Na kilku stanowiskach w Wielichowie archeolodzy znalezili fragmenty naczyń pochodzących przeważnie już z pełnego średniowiecza.
Osada pod tą nazwą istniała już na początku XIV wieku. Pierwsze wzmianki o niej pochodzą z 1304 oraz 1308 roku. Dokument z 1350 wystawiony przez króla polskiego Kazimierza III Wielkiego odnotował, że miejscowość była obdarzona wolnizną. Zwalniał on kmieci oraz mieszkańców dóbr biskupich, w tym m.in. Wielichowo, od świadczeń na tak długo, dopóki będą oni korzystać z wolnizny udzielonej im przez biskupa. Zwolnienia podatkowe wobec wsi stosowano podczas lokacji nowych miejscowości, a więc w tym czasie została ona prawdopodobnie dopiero niedawno założona.
Wieś była własnością kościelną należącą do biskupstwa poznańskiego. W 1443 należała do powiatu kościańskiego Korony Królestwa Polskiego. Od 1405 była siedzibą własnej parafii, a w 1510 należała do dekanatu Grodzisk. Od 1429 notowana już jako miasto.
Dokumenty z 1308 wskazują, że Wielichowo było wówczas własnością biskupią. Miejscowość powstała na prawie polskim. 15 lipca 1429 król polski Władysław Jagiełło przeniósł wieś biskupa poznańskiego Wielichowo na prawo magdeburskie pozwalając biskupowi założyć w tej wsi miasto (łac. "civitatem seu opidum"). Król ustanowił targ tygodniowy we wtorki oraz jarmark w dniu św. Trójcy w niedzielę po Zesłaniu Ducha Świętego. Kontrahenci przybywający na te targi otrzymali według dokumentu te same prawa, jakie obowiązywały w Poznaniu, Kościanie oraz innych miastach wielkopolskich. W 1430 król Władysław Jagiełło na prośbę biskupa poznańskiego Stanisława Ciołka, który obok swej wsi Wielichowo wzniósł miasto o nazwie Ciołkowo, nadał temuż miastu przywileje, jakimi cieszyły się inne miasta Wielkopolski.
Dokumenty historyczne odnotowały także zwykłych mieszkańców wsi. W 1395 imiennie odnotowany został kmieć wielichowski Adam, który toczył proces z Janem Siestrzeńcem. W 1404 kolejny mieszkaniec wsi toczył proces z Agnieszką, prawdopodobnie mieszczką z Przemętu. W 1408 Jan Morawa, mieszkaniec Wielichowa, toczył proces ze Stanisławem plebanem w Prochach. W 1420 odnotowano Katarzynę karczmarkę wielichowską. W 1459 odnotowano kolejnego mieszkańca wsi Wojciecha.
W 1443 biskup poznański Andrzej Bniński nadał miastu zwanemu wówczas Ciołkowo zarośla, rozciągające się za należącymi do biskupa rolami zwanymi Siedliska oraz przyległymi łąkami rozciągającymi się od łąki wójtowskiej do granic gruntów plebana, zezwalając wykarczować te zarośla i obrócić je na ogrody. Nadał też zarośla od ról Siedliska i łąk biskupich do rzeki Obry, zezwalając je wykarczować oraz obrócić na łąki. Łąki te mieszkańcy mieli posiadać wraz z rolami i tylko razem z nimi mogli je zbywać. Biskup zwolnił mieszczan oraz kmieci uprawiających role od zwyczajowej płatności 3 wiardunków tytułem opłaty zwanej wiecne oraz wszelkich robocizn względem biskupstwa. W zamian za robocizny natomiast winni zapłacić wiardunku półgroszy, a od karczowanych ogrodów i łąk mieli dawać po dwa kurczaki.Biskup zezwolił także mieszczanom posiadać kocioł do warzenia lokalnego piwa. Burmistrzowi miasta Jakubowi Podlaskowi, zważywszy na jego zasługi przy lokacji miasta, biskup nadał zagrodę wolną od wszelkich powinności, którą sobie już wykarczował, oraz łąkę, nie licząc zagrody, którą wykarczuje wraz z innymi mieszczanami.
W 1458 miasto wystawiło na wyprawę malborską 2 zbrojnych. W tym czasie w Wielichowie istniał prawdopodobnie już kościół.
W 1467 odnotowany został pozew Małgorzaty z Wielichowa przeciw Tomaszowi mieszkańcowi wielichowskiemu, z którym zawarła małżeństwo w formie zwyczajowej (łac. "per verba") i z którym razem spłodzili dziecko. Biskup polecił aby Tomasz zapłacił jej dwie grzywny. W 1496 pracownik Marcin Rączka z Wielichowa wraz z kmieciami Stefanem z Ujazdu oraz Błażejem z Granówka oskarżeni zostali o to, że w poprzednim roku napadli na braci z klasztoru karmelitów w Poznaniu nocujących w Kowalewie, w stodole pracownika Prokopa.
W 1645 miasto przeszło w ręce biskupów poznańskich. Cały okres swojej historii pozostawało ośrodkiem produkcji rolniczej i rzemiosła.
W wyniku II rozbioru Rzeczypospolitej w 1793, miejscowość przeszła w posiadanie Prus i jak cała Wielkopolska znalazła się w zaborze pruskim. W XIX wieku miasto rozwinęło się terytorialnie, architektonicznie, gospodarczo i ludnościowo. Około 1840 jako właściciela zapisano Mikołaja Mielżyńskiego. Wielichowo liczyło wówczas 111 domów i 592 mieszkańców. Pod koniec XIX wieku liczba mieszkańców wzrosła do ok. 1000.
Aż 249 mieszkańców Wielichowa, w którym wyraźnie przeważała ludność polska, wzięło udział w powstaniu wielkopolskim w 1919. Kompania wielichowska poniosła znaczne straty w trakcie walk o Kargową.

## Gospodarka
W pobliżu Wielichowa zlokalizowana jest należąca do Polskiego Górnictwa Naftowego i Gazownictwa Kopalnia Gazu Ziemnego Wielichowo. Kopalnia prowadzi eksploatację złóż Wielichowo-Ruchocice z podłączeniem odwiertów Elżbieciny, Jabłonna i Łęki. Łączne zasoby wydobywalne ze złóż Wielichowo, Ruchocice, Łęki, Elżbieciny i Jabłonna są szacowane na ponad 3,5 mld m3 gazu ziemnego zaazotowanego.

## Transport

### Transport drogowy
W odległości 6 km od miasta przebiega droga krajowa nr 32 (Zielona Góra–Poznań).
Przez Wielichowo biegnie droga wojewódzka nr 312, łącząca drogę krajową 32 z Rakoniewic z drogą krajową nr 5 w Czaczu.

### Transport kolejowy
Od 1973 stacja kolejowa w Wielichowie jest końcowym punktem Śmigielskiej Kolei Dojazdowej (wcześniej linia ze Starego Bojanowa kończyła się w Rakoniewicach). Na początku XX wieku istniała jeszcze wąskotorowa linia do Ujazdu. Szachulcowy dworzec kolejowy (położony na terenie Wielichowa-Wsi) został wybudowany w 1902.

## Demografia

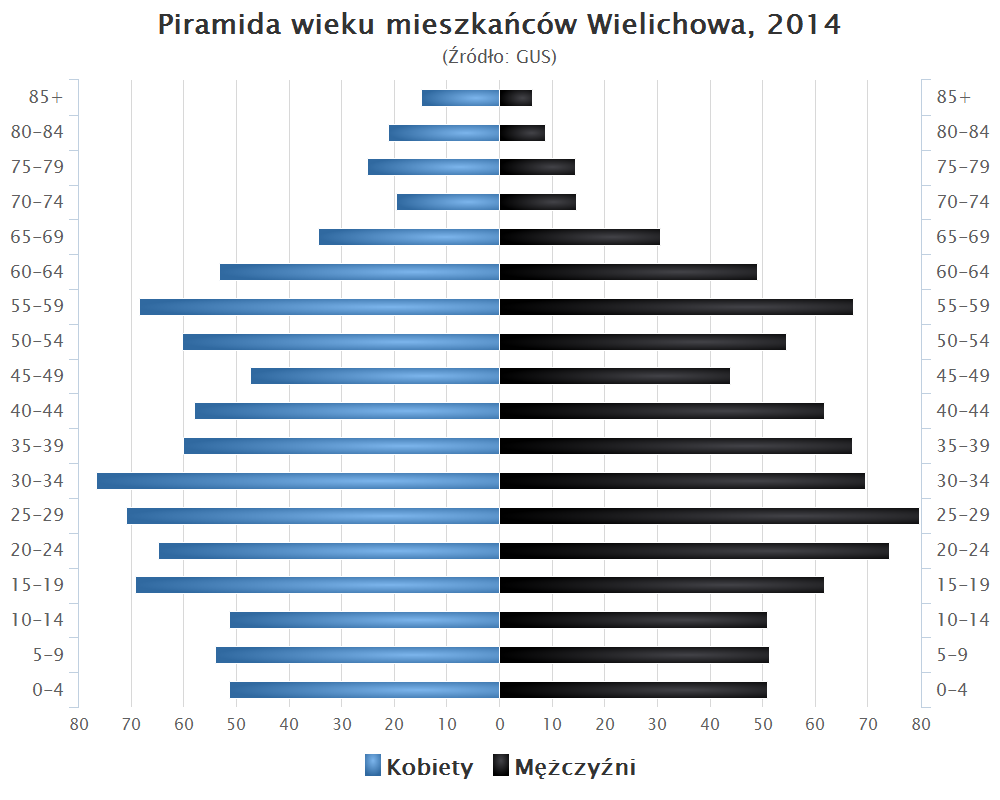
Piramida wieku mieszkańców Wielichowa w 2014 roku

## Zabytki

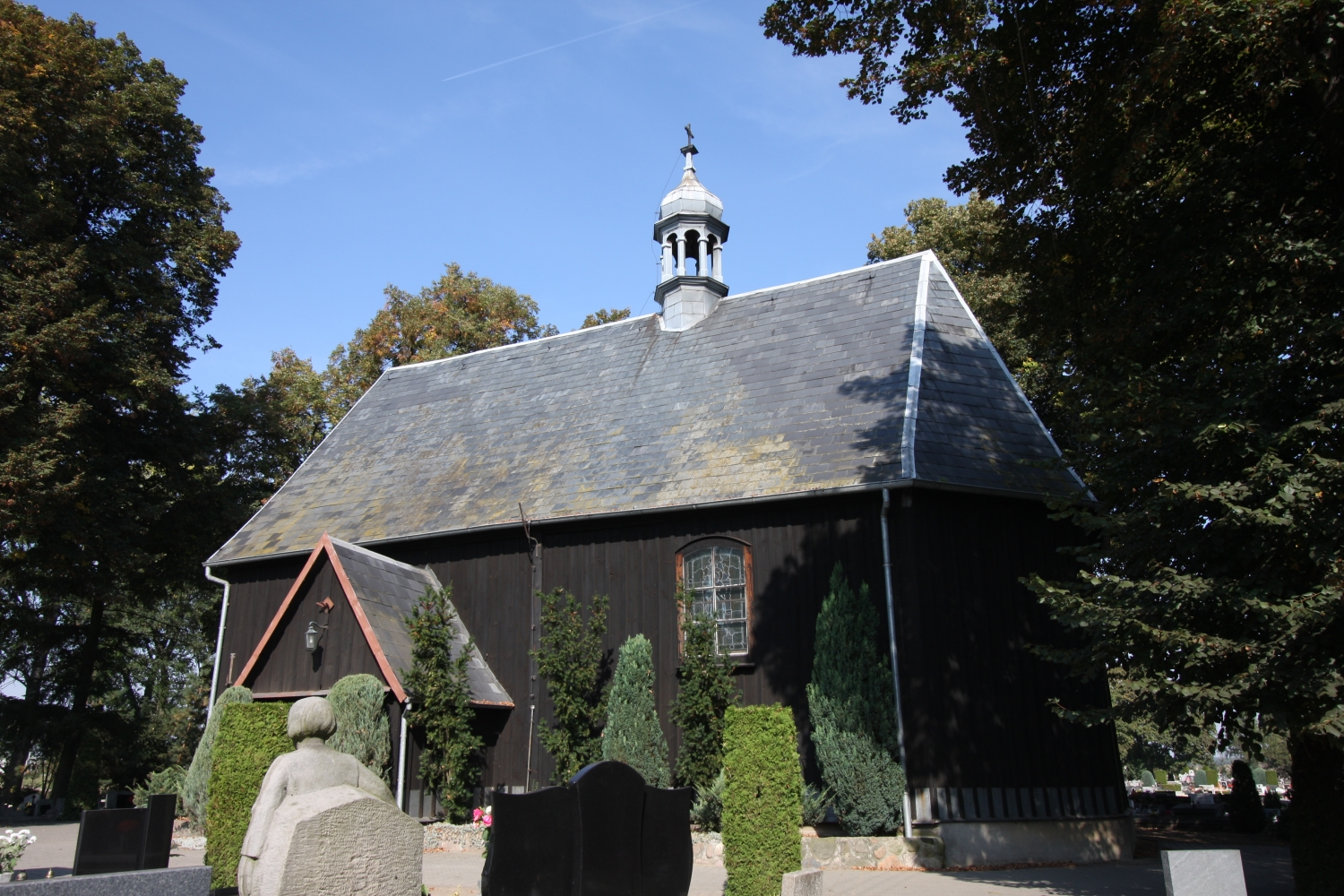
Drewniany kościół cmentarny pw. Narodzenia NMP z 1793 r.

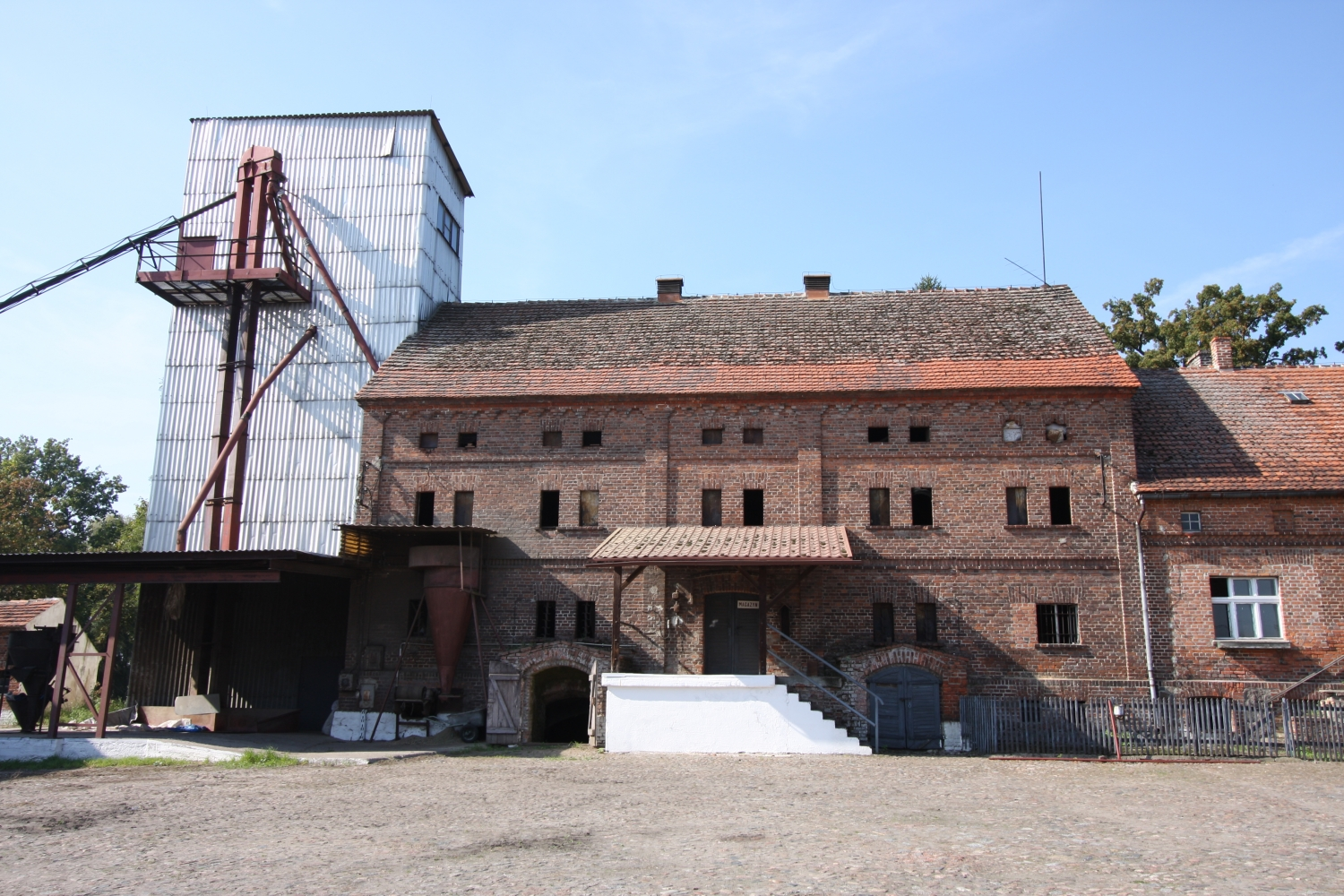
Gorzelnia w zespole folwarcznym

Na listę zabytków Narodowego Instytutu Dziedzictwa wpisano:
- historyczny układ urbanistyczny miasta z XV–XIX w. (nr rej. 689/Wlkp/A z 7.08.2008)
- kościół parafialny pw. św. Marii Magdaleny z lat 1762-79 (nr rej. 564/A z 30.04.1969)
- drewniany kościół cmentarny pw. Narodzenia NMP z 1793 (nr rej. 565/A z 30.04.1969)
- zespół pałacowy, na który składają się:
  - pałac z pocz. XIX w. w stylu późnego klasycyzmu[1], przebudowany w 1897 (nr rej. 1446/A z 12.04.1973)
  - krajobrazowy park z XIX w.[1] (nr rej. 2091/A z 9.08.1986)
- zespół folwarczny (przy zespole pałacowym) z końca XIX wieku (nr rej. 2551/A z 20.07.1995): obora (chlewnia), stodoła (magazyn), stajnia robocza i magazyn, gorzelnia, stajnia wyjazdowa, rządcówka, spichrz
- dom, Rynek 3 z I poł. XIX wieku (nr rej. 568/A z 30.04.1969)
- dom, Rynek 4 z I poł. XIX wieku (nr rej. 567/A z 30.04.1969)
- dom, Rynek 14 (daw. 15) z poł. XIX wieku (nr rej. 571/A z 30.04.1969)

## Ludzie związani z Wielichowem
W Wielichowie urodzili się wybitni lekkoatleci polscy: Zdzisław Krzyszkowiak (1929–2003), mistrz olimpijski, mistrz Europy oraz Marian Dudziak (ur. 1941) wicemistrz olimpijski i Europy. Z Wielichowa wywodzi się koszykarka 1 ligowa Kinga Banach (ur. 1997), grająca w Enea AZS Poznań, a także wielokrotna młodzieżowa reprezentantka Polski w koszykówce.